# Willett
Willett – przysiółek w Anglii, w Somerset. Willett jest wspomniana w Domesday Book (1086) jako Willet.